# 克拉克瓷

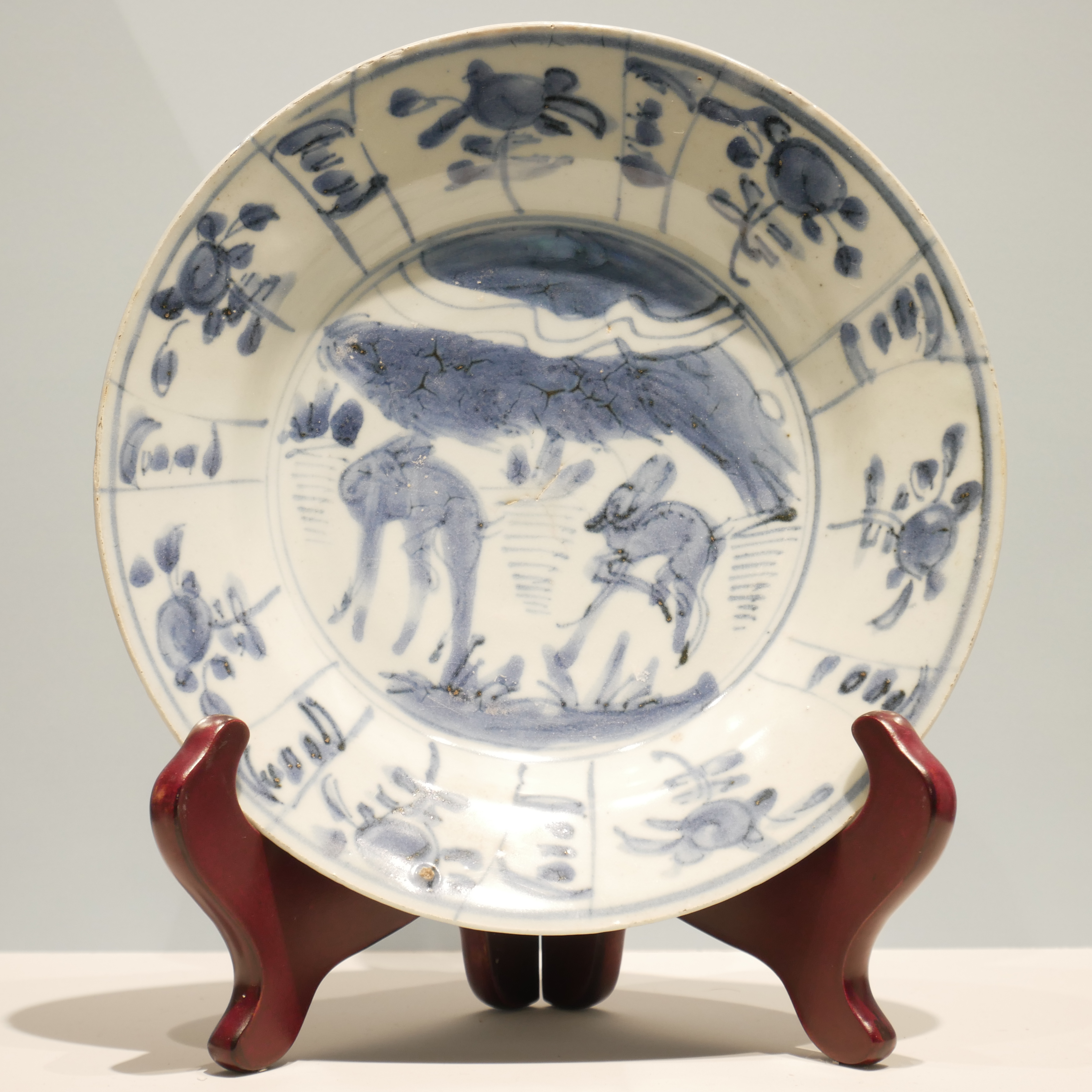
克拉克瓷盤（鶯歌陶瓷博物館藏）

克拉克瓷，從明代萬曆至清代初年景德鎮及福建若干窯場出產的一種主要用於出口的青花瓷，以開光圖案為特點。

## 名稱來源
「克拉克」可能源於葡萄牙語：，意為「巨型商船」。1604年，荷蘭人劫獲葡萄牙商船，將所得青花在阿姆斯特丹拍賣，使得此類瓷器譽滿歐洲，被稱為克拉克瓷。1639年，荷蘭東印度公司執行官向商人去信，訂購克拉克瓷。

## 器型
克拉克瓷的常見器物有盤、碗、瓶、盒子以及軍持，多數具有近似金屬器的外型、特別摹仿捶揲的效果。其中盤類最為常見，有圓口與花口之分。多棱盤數量明顯增多，經過簡單模製。胎體比較薄，內底微微塌陷，圈足微向內斂。

## 圖案裝飾
器物內外壁常以連續的開光畫片裝飾。內壁常見為6或8瓣蓮瓣狀或扇形開光，偶爾可見十開光或十二開光。畫片內容來源廣泛，有動植物、山水、人物、吉祥圖案乃至中外文字等。開光畫片之間一般也不留白，通常填繪錦地等輔助紋飾。
開光畫片的繪畫仍然是中國傳統技法，內容以傳統紋樣為多數，但是也出現了大量的阿拉伯及歐洲主題。而紋飾的整體佈局已經完全是外來的。